# Brüder von Limburg

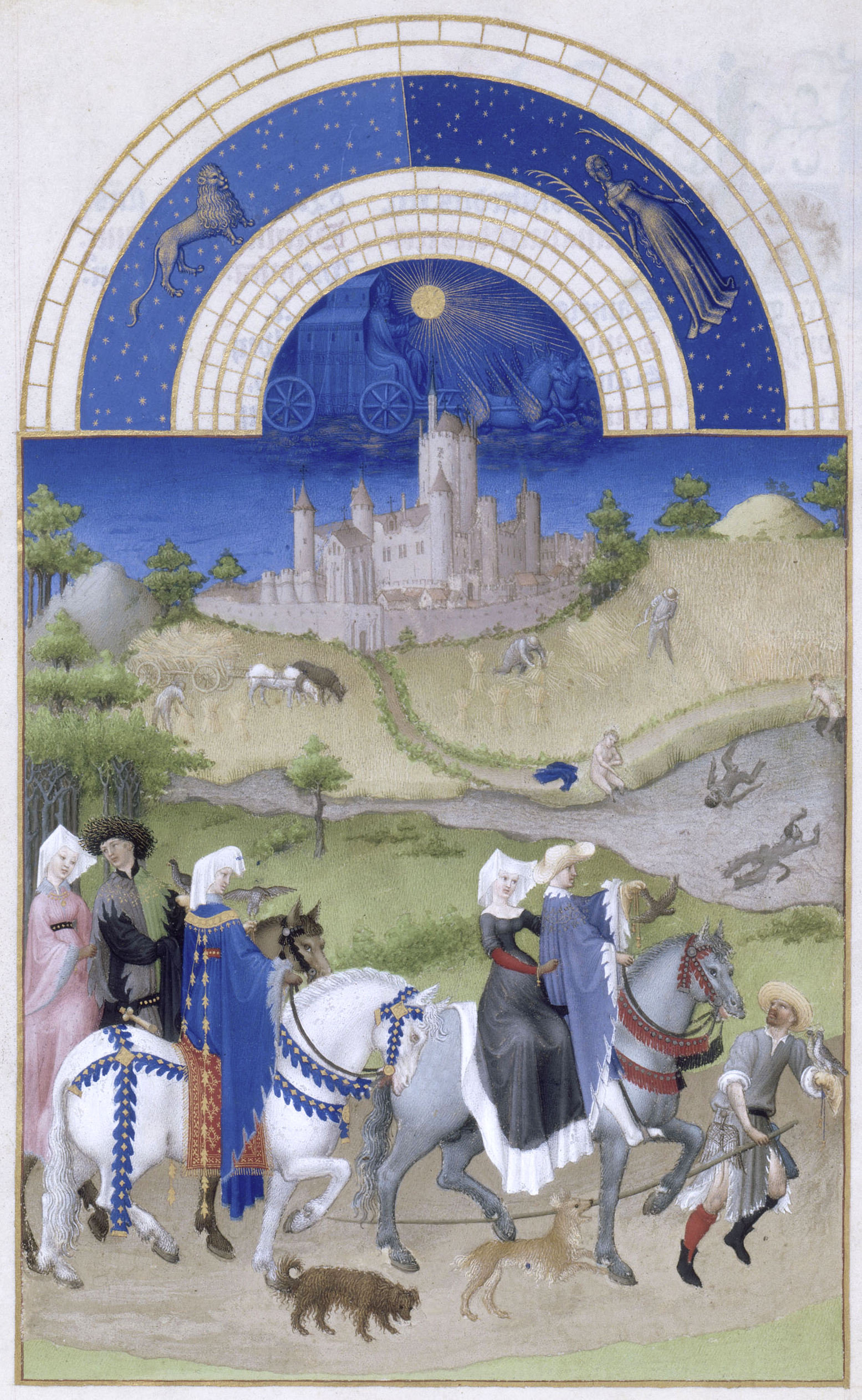
Très riches heures du Duc de Berry: Monatsbild August (um 1413/16)

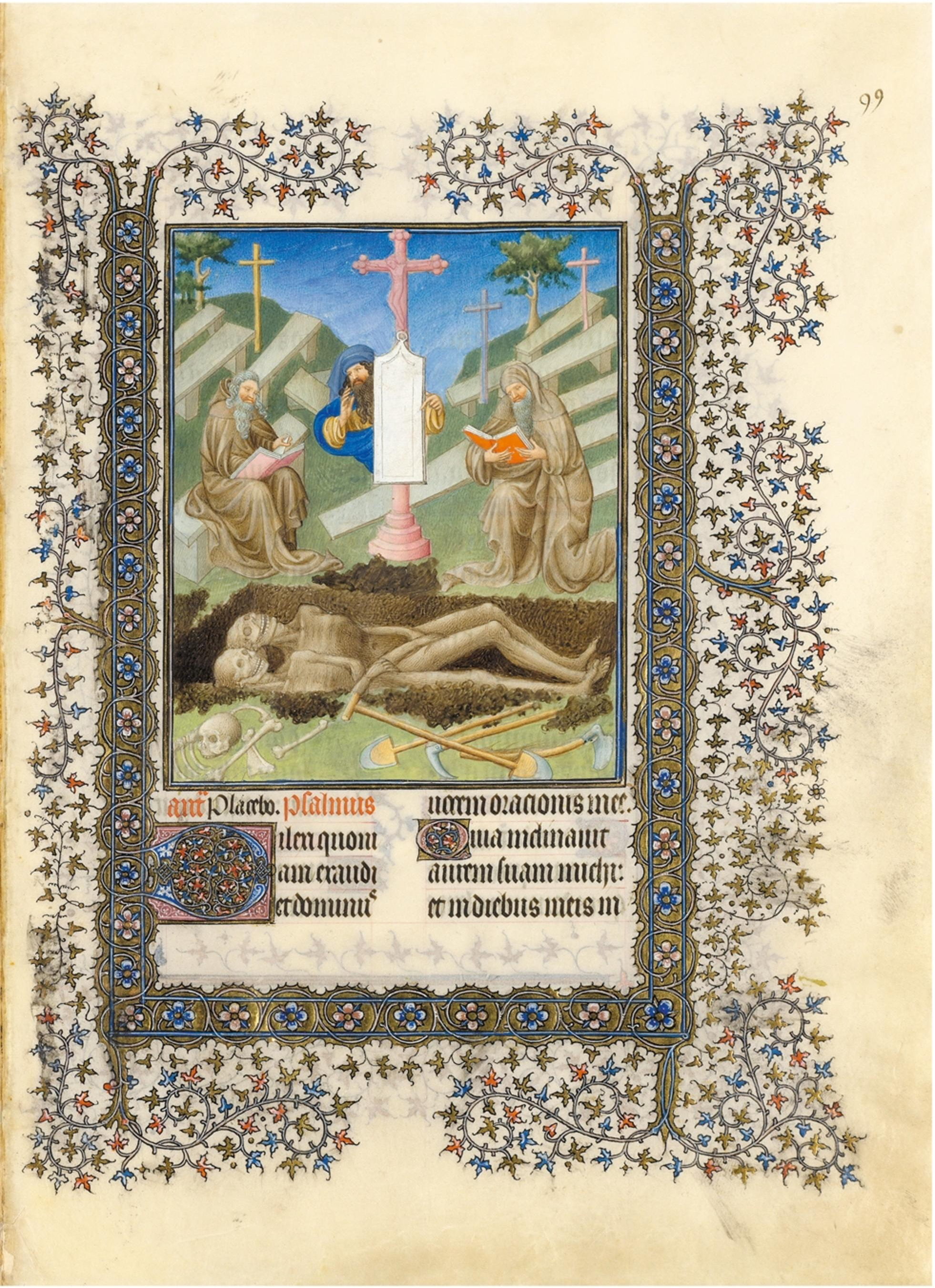
Belles Heures des Duc de Berry (1408/09)

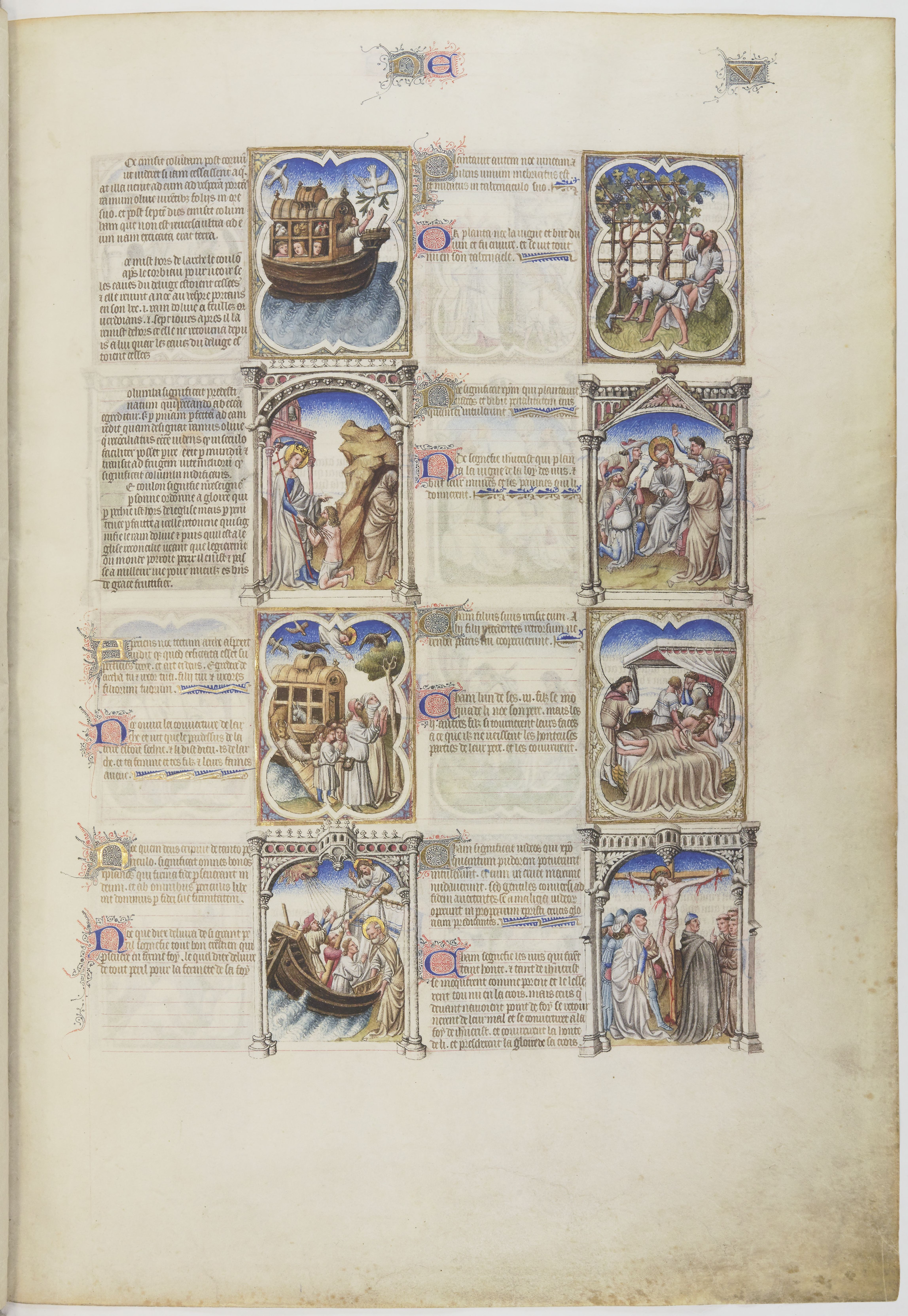
Bible moralisée Philipps des Kühnen von Burgund (1402/04), Paris BNF Ms fr 166

Die Brüder von Limburg (Paul, Johan und Herman) waren um 1385 geborene niederländische Miniaturmaler aus Nimwegen, die in Bourges und Paris arbeiteten. Sie malten als bekanntestes Werk das Stundenbuch Très Riches Heures des Herzogs von Berry aus, ließen aber ihr Werk unvollendet zurück, als sie alle drei 1416 – ebenso wie ihr Auftraggeber – an einer Seuche starben.

## Leben
Ihr Großvater Johannes de Lymborgh kam vermutlich aus Limburg nach Nimwegen, seinerzeit die Hauptstadt des Herzogtums Geldern. Sein Sohn Arnold arbeitete als Bildschnitzer am herzoglichen Hof. Um 1385 heiratete er Mechtild Maelwael aus einer Familie von Malern mit einem Schwerpunkt in heraldischen Arbeiten. Ihre Kinder waren Hermann (Hermant in französischen Quellen, * um 1385), Paul (Polleke oder Polequin in Frankreich, geboren 1386 oder 1387) und Johan (Johanneke oder Jacquemin, Gillequin, Jehanequin in Frankreich, * wohl 1388), Rutger und Arnold sowie eine Schwester, Greta.
Um 1398, nach dem Tod ihres Vaters, schickte ihre Mutter die drei erstgeborenen Brüder zu ihrem Bruder Johan Maelwael (Jehan Maleuel in französischen Quellen) nach Paris, einem Maler, der am französischen und burgundischen Hof arbeitete: Herman und Johan lernten in Paris das Handwerk des Goldschmieds. Auch Arnold wurde in der Heimatstadt Künstler, während Rutger Geistlicher wurde.
Ende 1399 brachen Herman und Johan zu einem Besuch von Paris nach Nimwegen auf, wurden aber – es herrschte gerade Krieg – in Brüssel festgesetzt. Ihre Mutter war nicht in der Lage, das Lösegeld in Höhe von 55 goldenen Ecus (escuz) aufzubringen. Die Gilde der Brüsseler Goldschmiede begann das Geld einzusammeln, die Summe wurde dann aber von Philipp II. Herzog von Burgund, dem Auftraggeber ihres Onkels, gezahlt. Die beiden Brüder kamen im Mai 1400 frei.
Paul und Johan wurden im Februar 1402 von Philipp dem Kühnen für vier Jahre unter Vertrag genommen, der Herzog starb aber bereits 1404.
Anschließend arbeiteten alle drei Brüder bis zu ihrem Tod 1416 für Herzog Johann von Berry, einen Bruder des verstorbenen Philipp. Er war ein außergewöhnlicher Kunstsammler, der sich vor allem auf Bücher spezialisiert hatte. Tätigkeitsorte waren nun Bourges und Paris in der Umgebung des herzoglichen Hofes. Paul besaß in Bourges ein Haus, in dem vermutlich auch seine Brüder arbeiteten und wohnten. Insbesondere Paul entwickelte eine derart gute Beziehung zum Herzog, dass er dessen persönlicher Diener wurde (valet de chambre) und mit Juwelen und einem Haus in Bourges beschenkt wurde. Paul verliebte sich in ein junges Mädchen, Gillette la Mercière, deren Eltern jedoch den Kontakt missbilligten. Der Herzog wiederum hielt sie eingesperrt und ließ sie erst auf Druck des Königs frei. Dennoch heirateten Paul und Gillette im Jahr 1411 – Paul war 24 Jahre alt, die Braut 12. Die Ehe blieb kinderlos.
In der ersten Hälfte des Jahres 1416 starben Johann von Berry und die drei Brüder von Limburg vermutlich an der Pest. Ihr letztes Werk, die Très Riches Heures des Duc de Berry, blieb unvollendet.

## Werk
Erhaltenen Dokumenten ist zu entnehmen, dass Paul und Johan im Februar 1402 von Philipp für vier Jahre unter Vertrag genommen wurden, um exklusiv für ihn eine Bibel auszumalen. Entstanden ist damals die Bible Moralisée, Ms.fr.166, in der Bibliothèque nationale de France in Paris, die unbestritten ein frühes Werk der Brüder ist. Herzog Philipp starb 1404, bevor das Werk vollendet werden konnte.
Herman, Paul und Johan arbeiteten anschließend für Herzog Johann von Berry. Ihr erster Auftrag war in den Jahren um 1404 bis 1409 die Buchmalerei eines Stundenbuchs, das heute als Belles Heures of Jean de France, Duc de Berry bekannt ist. Dieses Buch auf Vellum, in Tinte, Temperafarben und mit Blattgold ausgeführt, enthält 172 24 × 17 cm große Seiten. Es wird heute in The Cloisters, einem Teilmuseum des Metropolitan Museum of Art in New York aufbewahrt. Im Jahre 2010 wurden alle Seiten des Stundenbuches in der Ausstellung: The Art of Illumination: The Limbourg Brothers and the Belles Heures of Jean de France, Duc de Berry in New York ausgestellt.
2013 wurde ein weiteres, bis dahin unbekanntes Buch mit unkolorierten Zeichnungen im Stil der Brüder Limburg im Archiv der Adelsfamilie Castelnau wiederentdeckt und von dem Kunsthistoriker Eberhard König einem der Brüder zugeschrieben, den er mit Paul identifiziert. Das Werk wird in die Zeit bald nach 1404 datiert.
Das Ergebnis der Arbeit der Brüder an den Belles Heures begeisterte den Herzog von Berry dermaßen, dass er ihnen um 1413 ein weit ambitionierteres Projekt anvertraute, ein weiteres Stundenbuch, das als Très Riches Heures bezeichnet wird, und heute als das Meisterwerk mittelalterlicher Buchmalerei schlechthin angesehen wird. Es befindet sich als Ms. 65 im Musée Condé im Schloss Chantilly.

## Nachleben
In den 1440er Jahren arbeitete ein unbekannter Künstler (vielleicht Barthélemy d’Eyck) an dem Werk der Très Riches Heures, als es sich offensichtlich im Besitz von René von Anjou befand, fertiggestellt wurde es 1485 von Jean Colombe für das Haus Savoyen.
Die Arbeit der Brüder von Limburg geriet – da zumeist unzugänglich – bis ins 19. Jahrhundert hinein in Vergessenheit. Dennoch setzten sie Maßstäbe für die nächsten Malergenerationen, auch über die aussterbende Gattung der Miniaturmalerei hinaus.